# Harry Everts
Pour les articles homonymes, voir Everts.
 (décembre 2017).
Harry Everts, (né le 6 février 1952 à Maaseik), pilote belge et père de Stefan Everts, est 4 fois champion du monde de motocross.

## Palmarès
- Champion du monde 250 cm3 en 1975 sur Puch 250
- Champion du monde 125 cm3 en 1979, 1980, 1981 sur Suzuki 125 RH